# Хенри ван Дайк
Хенри ван Дайк (собственото име на английски, другите на нидерландски: Henry van Dyke) е американски писател, образовател и пастор.
Той се дипломира в Принстънския университет през 1873 г. Завръща се и е професор по английска литература от 1899 до 1923 г.
Ван Дайк е американски преподавател в Сорбоната в Париж през 1908 – 1909 г.
След препоръката на президента Удроу Уилсън е назначен за посланик за САЩ за Нидерландия и Люксембург.

## Цитати
- „Надпреварата не е за бързия, както битката не е за силния.“
- „Не забравяй, че да обичаш означава да даваш, а не да вземаш.“
- „Използвай всичките си таланти – и най-добрите, и най-скромните. Горите щяха да бъдат много тихи, ако ги огласяха само птиците, които умеят да пеят най-добре.“
- „Времето е твърде бавно за тези, които чакат, твърде бързо за тези, които се страхуват, твърде дълго за тези, които страдат, и твърде късо за тези, които празнуват. Но за тези, които обичат, времето е вечност.“
- „Едно е първият ден от пролетта, а друго – първият пролетен ден. Разликата между двете е голяма, понякога – цял месец.“